# Le Juif opéré
Le Juif opéré (Der Operirte Jud) est une nouvelle satirique et antisémite, publiée par le médecin allemand Oskar Panizza en 1893. Écrite d'un point de vue médical, elle s'appuie sur une conception prétendument scientifique du racisme, telle qu'elle sera reprise par les nazis.
Le livre raconte l'histoire d'un jeune docteur juif, Itzig Faitel Stern, qui en raison des pressions antisémites, essaye d'échapper à sa condition de Juif en se convertissant au protestantisme et en subissant des opérations médicales particulièrement douloureuses. Le docteur possède les caractéristiques stéréotypées des Juifs : des cheveux noirs frisés, une peau grasse, des lèvres charnues et un gros nez crochu. De plus, il ne se tient pas droit et a des problèmes de locomotion.

## Résumé de l'intrigue
Itzig Faitel Stern accepte une opération chirurgicale complexe afin de le libérer de sa judéité. Finalement, il s'arrange pour que tous ses os soient redressés, ses cheveux teints en blond et son larynx remanié afin de modifier sa voix et d'éliminer son caractère efféminé. Puis il est placé dans une baignoire pour recevoir une transfusion de sang de vierges de pure race aryenne.
Ayant guéri de sa judéité, il épouse une Allemande blonde. Malheureusement, juste à l'instant où il s'apprête à prononcer un discours à son mariage, sa voix prend soudain un ton aigu, tandis que tous ses caractères juifs refont surface. Finalement, il finit sur le sol en une flaque gélatineuse, signifiant ainsi l'immuabilité du Juif : un Juif reste toujours un Juif, quels que soient ses efforts pour essayer de s'assimiler.
Le livre incorpore des éléments de l'antisémitisme racial de l'époque : l'expression du désir parmi certains Juifs de vouloir échapper à leur identité de juif, jusqu'où ils sont prêts à se transformer, le caractère pornographique de ce désir, avec comme exemple les vierges aryennes, et l'impossibilité de cette transformation. Il cherche à démontrer que les Juifs ne peuvent pas échapper à leur « race » ; et s'ils essayent, ils deviennent des sortes de non-humains ou plutôt de sous-humains.
À la fin du XIXe siècle et au début du XXe donc avant l'arrivée du Nazisme, ce genre de littérature antisémite n'est pas pris trop au sérieux, comme le note le philosophe allemand Mynona (Salomon Fiedländer) dans sa parodie de 1922, Le Goy opéré.